# Geografía rural

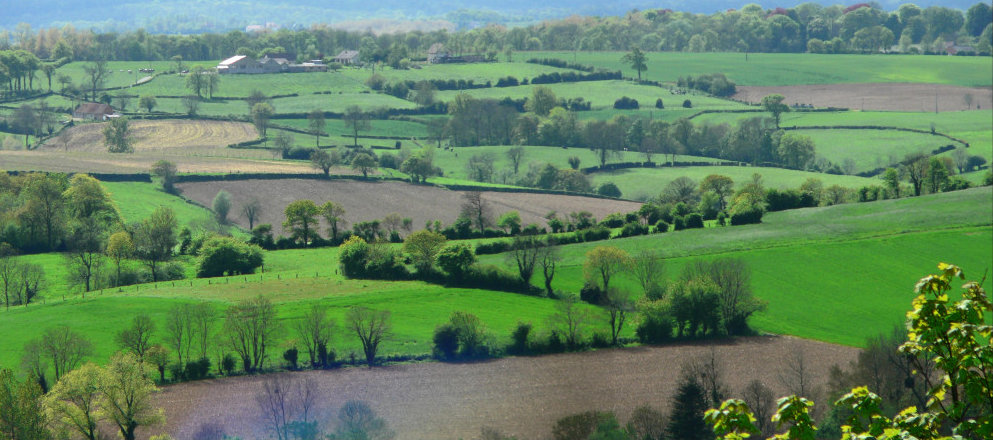
Paisaje rural de bocage o boscaje en el norte de Francia.

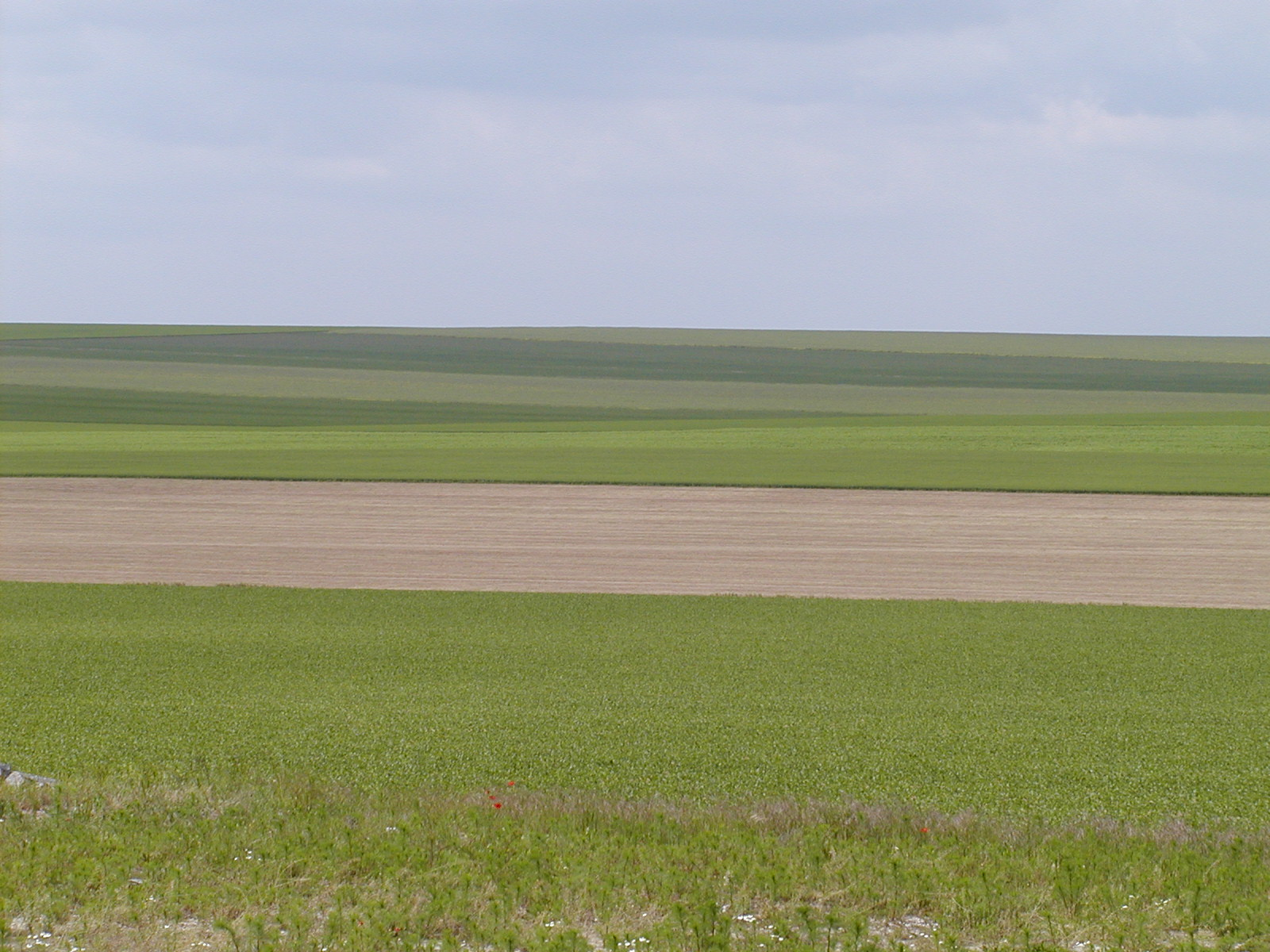
Paisaje rural de openfield (campos abiertos) en la región de Champaña, en Francia.

Geografía rural es el estudio geográfico del paisaje rural: los asentamientos rurales, las actividades y modos de vida desarrollados en el medio rural.

## Cambio global
La tecnología, o mejor aún, el desarrollo tecnológico, ha originado una transformación tan importante, tanto en las ciudades como en el medio rural, como para considerar que ya no podemos hablar de los conceptos que tienen que ver con esta rama de la geografía de la misma manera que hace unas cuatro o cinco décadas. Esto se debe a que desde mediados del siglo XX, en muchas zonas geográficas consideradas de baja densidad de población, hay servicios hasta hace no mucho tiempo se consideraban plenamente urbanas. Por otra parte, las ciudades actuales tienden a invadir el espacio antes claramente rural, mediante la construcción de residencias, la dedicación a la agricultura a tiempo parcial, etc., creándose así, una zona intermedia de difícil delimitación. A pesar de ello, se puede aún describir una geografía rural, como un espacio donde predominan básicamente  las actividades humanas relacionadas principalmente con el sector primario de la economía (Geografía agraria).

## Zonas rurales

### Zonas de actividades agropecuarias
La presencia ineludible de actividades agropecuarias es lo más característico dentro del mundo rural, siendo estas actividades las que definen y dan carácter a la gran mayoría de los distintos espacios rurales del mundo y a sus respectivos paisajes. 
Por y para su carácter, y su dedicación a la agricultura, los espacios rurales sufren una serie de condicionantes geográficos; ya que no todos los climas, ni todos los suelos son aptos para cualquier tipo, ni técnica, de cultivo. Además, tienen unos condicionamientos demográficos; ya que tiende al equilibrio entre la población y los recursos. Esta ponderación favorece la modificación de las técnicas de cultivos, en caso de superpoblación o subpoblación. En las situaciones más graves se puede pasar de una agricultura intensiva a una agricultura extensiva: intensificar el uso del suelo, roturar territorio de bosque e, incluso, se reorganizará la estructura social; o se asumirá una nueva tecnología de cultivo. En la actualidad del medio rural se demandan servicios, por lo que encontramos en el campo personas que no viven de la agricultura ni la ganadería. El medio rural también ha de someterse a ciertos condicionamientos jurídicos que afectan a la estructura de la propiedad y a las formas de explotación. Por último, el mundo rural sufre los avatares económicos y políticos, sobre todo en los países donde la agricultura está subvencionada. 
La agricultura actual ha tratado de superar los condicionamientos climáticos cultivando las especies bajo plástico: en invernadero.
El cultivo de una determinada especie durante años en un mismo lugar termina por agotar los minerales de los que se alimenta la planta. Para evitar esto se deja descansar la tierra, sin cultivar, durante al menos un año. A esta técnica se le llama barbecho. No obstante, hay varios tipos de barbecho: el corto, en las tierras sobre las que se vuelve a cultivar en uno o dos años, antes de que se recupere el bosque; y el largo en el que se permite la recuperación total del bosque. 

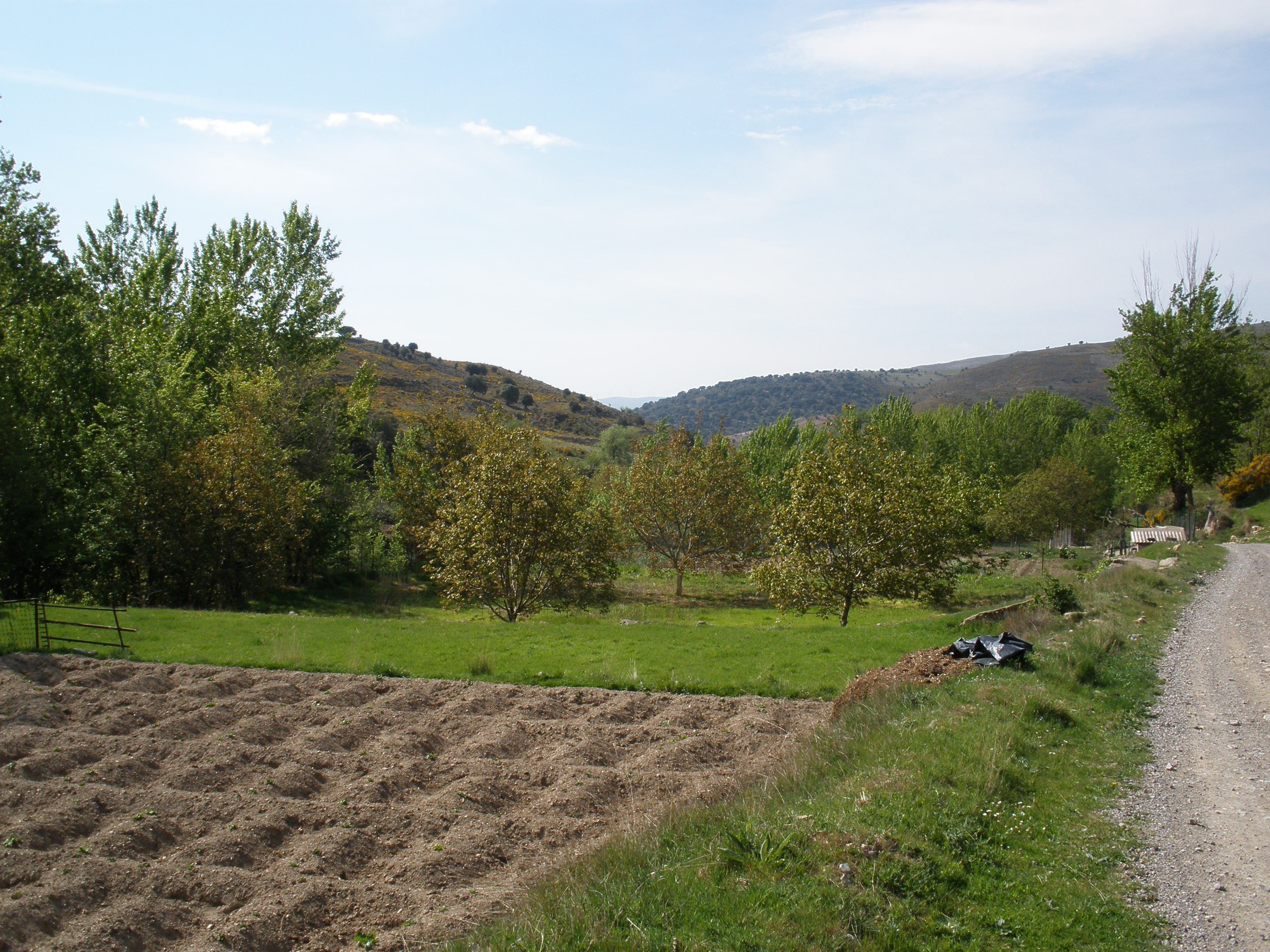
En primer término, campo preparado para riego tradicional.

Las técnicas de regadío han cambiado mucho. La técnica tradicional es el regadío por inundación en el que se hacen unos surcos entre las plantas, se desvía parte de la corriente del río o pozo y se inunda toda la superficie. Este sistema es poco eficaz, ya que se emplea mucha más agua de la necesaria. Modernamente se ha empleado el riego por aspersión, que si se hace en horas nocturnas necesita mucha menos agua. El riego por aspersión consiste en un mecanismo que esparce el agua por toda la superficie como si fueran gotas de lluvia. La técnica de riego más eficaz es el gota a gota. Consiste en canalizar el agua con pequeños tubos hasta el pie de cada planta y dejar caer una gota cada cierto tiempo, hasta completar las necesidades de cada planta. Se controla por ordenador y se suele practicar en los cultivos de invernadero. 
En muchas ocasiones, es la estructura de la propiedad de la tierra y la estructura agraria, lo que define los paisajes rurales. La propiedad puede ser colectiva y de aprovechamiento común: con bienes propios, comunes, etc., pero también puede haber gran propiedad y pequeña propiedad. En España, la gran propiedad tiene su origen en la Reconquista: durante la Edad Media. Esta gran propiedad ha podido evolucionar hasta la pequeña propiedad, si el sistema de herencia favorece la partición, o si se vendió a quienes trabajaban las explotaciones. Por el contrario, la pequeña propiedad puede evolucionar hacia la gran propiedad, si el sistema hereditario favorece el mayorazgo, por ejemplo, o si el precio del suelo es bajo y hay un capitalista rural que compra las tierras contiguas. 
Pero una cosa es el tamaño de la propiedad y otra el de las explotaciones. Una explotación es la unidad técnico-económica de la que se obtiene los productos agrarios. Estas explotaciones, según las técnicas de aprovechamiento, pueden ser un latifundio, si son grandes o un minifundio, si son pequeñas. No tiene porqué coincidir gran propiedad con latifundio, ni pequeña propiedad con minifundio: la gran propiedad puede estar dividida hasta el minifundio y la pequeña concentrada, por arrendamiento, hasta el latifundio. No obstante ambos extremos suelen quedar obsoletos y tienden a no ser funcionales. Además, tienen diferentes consecuencias económicas y sociales. Los desequilibrios han propiciado, en todos los países, reformas agrarias, bien sean técnicas o bien políticas. 
Al mismo tiempo, los condicionamientos técnicos han supuesto un aumento progresivo de la productividad de la tierra, con lo que el tamaño de la explotación se ha relativizado. Esta tendencia ha alcanzado su máximo grado en la revolución verde, o la aplicación de todos los avances técnicos que puede ofrecer la ciencia moderna, en la agricultura. 

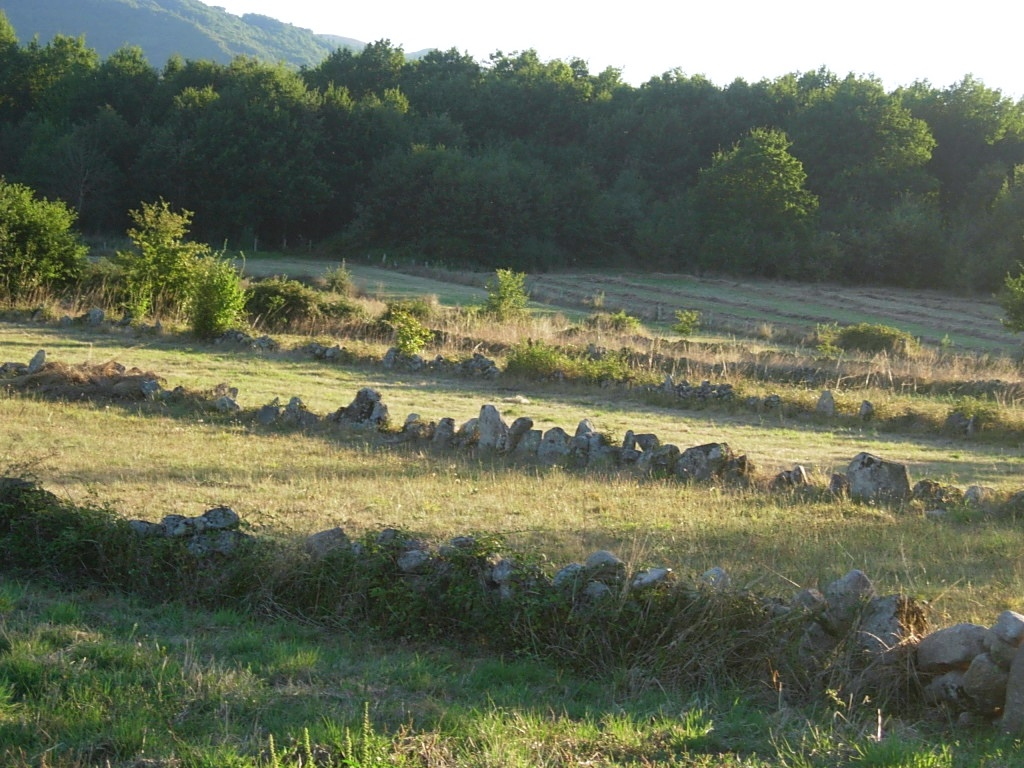
Bocage en Galicia.

Por último, en general podremos distinguir dos grandes conjuntos de paisajes agrarios: 
1. Los campos cerrados (bocage) y
2. Los campos abiertos (openfield), que se encuentran en distintas partes del mundo, por distintos motivos.

En el mundo rural distinguimos dos tipos de poblamiento: el concentrado y el disperso. El poblamiento concentrado en el agrupamiento de las viviendas de la aldea en un lugar en concreto, dejando el resto para que pueda ser cultivado. El poblamiento disperso se caracteriza porque no existe un núcleo de viviendas sino que están esparcidas por todo el territorio, normalmente cerca de las explotaciones de cada familia.

### Otras zonas rurales
Actualmente se definen como espacios rurales: otras zonas alejadas de la ciudad o de baja densidad poblacional, como:
- Instalaciones de ocio de grandes dimensiones: estaciones de esquí, campos de golf.
- Zonas de actividades extractivas: minería, canteras y silvicultura.

### El conflicto rural
La producción agrícola en el mundo, en términos generales, ha ido decreciendo su producción en comparación a las cifras alcanzadas en años anteriores,  tanto en las regiones desarrolladas como en las regiones en desarrollo, consecuencia producida principalmente por la incidencia de las condiciones atmosféricas catastróficas y de gran magnitud, como lo son las sequías y las lluvias torrenciales, principales factores que dejan una huella profunda en la producción agrícola impidiendo su normal desarrollo, principalmente en las regiones en desarrollo las cuales fueron notablemente afectadas como por ejemplo la región del Lejano Oriente y el Pacífico, estas cifras podrían representar las más bajas de la producción agropecuaria desde 1972; sin embargo no todas las regiones fueron igualmente perjudicadas, vemos el caso de Vietnam que será uno de los países con una de las tasas de crecimiento más altas próximas o superiores al 5 % y el caso África Subsahariana donde la producción agrícola tuvo un crecimiento recuperatorio a un ritmo de 4,3 % gracias a la expansión de la producción en Nigeria o también el caso de Vietnam en Asia.
Respecto a las economías en transición, también se registra un descenso por la contracción proveniente de la antigua Comunidad de Estados Independientes (procedentes de la antigua Unión Soviética), donde no se estima un mayor crecimiento para los próximos años salvo en Kazajistán.

### Áreas deficitarias de producción agropecuaria
Se encuentra la región de África Oriental (Somalia, Etiopía, Sudán, etc.), cuyas principales causas de escasez alimentaria son la falta de precipitaciones que conllevan a las sequías  que afectaron a la mayor parte de la zona de pastoreo  sumada a los enfrentamientos civiles pasados y actuales que han provocado la  perturbación en la producción, mala distribución de alimentos y a la migración de miles de personas en busca de éstos generando graves crisis sociales por la carencia de aprovisionamiento en que se encuentra la población.
En África Occidental, las zonas afectadas por sequías e inundaciones en el Sahel fueron las principales carentes de un aprovisionamiento alimentario adecuado y por otra parte los enfrentamientos civiles de Liberia y Sierra Leona hacen a estos países continuos dependientes de la asistencia alimentaria internacional. 
En la región de los grandes lagos africanos (Burundi, Ruanda, R.D. Congo, Katanga), existen carencias en la producción de alimentos debido a las sequías y a los persistentes enfrentamientos civiles donde la población desplazada no tiene acceso a sus tierras llevándolos a estados de malnutrición y haciéndolas particularmente vulnerables. 
En el África Austral, las épocas prolongadas de sequía y/o las grandes inundaciones provocaron daños considerables en infraestructura y viviendas (Madagascar, Mozambique, etc.), dejando a decenas de miles de personas con urgente necesidad de asistencia alimentaria de emergencia, mientras que en Angola los conflictos civiles dejan a miles de refugiados carentes de alimentación.
En el Cercano Oriente, la escasez de insumos agrícolas, los desplazamientos forzosos de población (guerras internas o internacionales), las sequías y, sobre todo, los problemas de unas deficientes políticas agrarias y las guerras casi permanentes, son los principales causantes de los déficits en la producción agrícola y en la alimentación, 
En Asia las catástrofes naturales como los ciclones de la India nororiental y grandes inundaciones que afectan anualmente al sureste del continente con las lluvias monzónicas han provocado dificultades considerables a la producción agrícola. En otros países, la superpoblación y los regímenes políticos han dado origen a una grave diiisminución de la seguridad alimentaria y de la producción agrícola.
En América Latina, las malas condiciones atmosféricas han provocado prolongadas sequías en América central dañando las cosechas de frijoles y de cereales, mientras que en el Caribe los destrozos causados por los huracanes Lily, George y Match causaron la pérdida de todas las cosechas, innumerables vidas y daños serios en viviendas e infraestructura. Los desmanes causados por el fenómeno del niño también causaron graves problemas a lo largo de toda la región.
En los países de la antigua Unión Soviética, los enfrentamientos registrados en Chechenia, por ejemplo, han provocado una situación crítica de la agricultura en especial el sector vitivinícola y el sector de la ganadería, no esperándose tampoco buenas condiciones para las cosechas de forraje y cereales de invierno; por otro lado las personas desplazadas se encuentran económicamente vulnerables y necesitan con urgencia asistencia alimentaria.